# Sacha Bansé
Sacha Jordan Bansé (ur. 16 marca 2001 w Geel) – burkiński piłkarz grający na pozycji defensywnego pomocnika. Od 2023 jest zawodnikiem klubu Valenciennes  FC, do którego jest wypożyczony ze Standardu Liège.

## Kariera klubowa
Swoją karierę piłkarską Bansé rozpoczynał w juniorach belgijskich klubów takich jak: KVC Gierle, KFC De Kempen, KVC Westerlo, KV Mechelen (2015-2016) i KAA Gent (2016-2022). W 2022 roku został zawodnikiem Standardu Liège. Początkowo grał w jego rezerwach, a 3 czerwca 2023 zadebiutował w pierwszym zespole w pierwszej lidze w przegranym 1:3 wyjazdowym meczu z KAA Gent.
Latem 2023 Bansé udał się na wypożyczenie do Valenciennes FC. Zadebiutował w nim 16 września 2023 w przegranym 1:2 domowym meczu z Girondins Bordeaux.
| Sezon   | Klub              | Kraj   | Rozgrywki       | Mecze | Bramki |
| ------- | ----------------- | ------ | --------------- | ----- | ------ |
| 2022/23 | Standard Liège    | Belgia | Eerste klasse A | 1     | 0      |
| 2022/23 | Standard Liège II | Belgia | Eerste klasse B | 30    | 1      |
| 2023/24 | Standard Liège    | Belgia | Eerste klasse A | 3     | 0      |

## Kariera reprezentacyjna
W reprezentacji Burkiny Faso Bansé zadebiutował 5 stycznia 2024 w przegranym 1:2 towarzyskim meczu z Iranem. W 2024 roku powołano go do kadry na Puchar Narodów Afryki 2023. Rozegrał w nim dwa mecze: grupowy z Angolą (0:2) i w 1/8 finału z Mali (1:2).